# نوار سکس (فیلم ۲۰۱۸)
نوار سکس (فرانسوی: À genoux les gars‎) یک فیلم در ژانر کمدی است که در سال ۲۰۱۸ منتشر شد.